# Arthur Harris
Arthur Travers Harris (Cheltenham, 13 april 1892 – Henley-on-Thames, 5 april 1984) was een Brits luchtmaarschalk. Zijn bijnaam in de pers en bij de bevolking was 'Bomber Harris', vanwege de tactiek van 'Area Bombing' op Duitse steden in de Tweede Wereldoorlog. Door de bemanningen van Bomber Command werd hij 'Butch' Harris genoemd.

## Jeugdjaren
Tijdens het verlof van zijn ouders in 1892 in Brits-Indië, werd Harris geboren in Cheltenham. Harris kreeg zijn opleiding aan de All Hallows School in Dorset en op zijn zestiende ging hij naar Rhodesië, waar hij zijn geluk beproefde.

## Eerste Wereldoorlog
Bij het uitbreken van de Eerste Wereldoorlog in 1914 ging hij in dienst bij het First Rhodesian Regiment en diende in Zuid-Afrika en het veroverde Duits-Zuidwest-Afrika (tegenwoordig Namibië).
In 1915 keerde hij terug naar Engeland en ging hij in dienst bij het Royal Flying Corps. Hij werd vluchtcommandant en vocht in Frankrijk.

## De tussenjaren
Na de Eerste Wereldoorlog bleef Harris bij de Royal Air Force en werd hij voornamelijk ingezet in Brits-Indië en het Midden-Oosten, waar lokale opstanden onder meer met bombardementen bestreden werden.

## Tweede Wereldoorlog
Arthur Harris steeg snel in de rangen van de RAF. In 1941 werd hij benoemd tot 'Air Marshal'. Als zijn adjunct vergezelde hij Charles Portal, het hoofd van de RAF, naar de Arcadiaconferentie in Washington. Harris kreeg op 22 februari 1942 het commando over 'Bomber Command'.
Bomber Command was de component van de RAF waarmee de Engelse een strategisch luchtoffensief tegen Duitsland ondernamen. De bedoeling was om met zware bommenwerpers de Duitse industrie intensief aan te vallen en te vernietigen zodat uiteindelijk Duitsland niet meer in staat zou zijn om militair materiaal te produceren. Het offensief ging van start in mei 1940 maar tegen eind 1941 was duidelijk dat dit offensief mislukt was. Britse bommenwerpers moesten 's nachts opereren om de Duitse tegenstand te ontwijken en nachtbombardementen waren heel onnauwkeurig en men slaagde er zelden in het doel te bombarderen. Op 14 februari 1942 nam het Britse kabinet het besluit om 'gebiedsbombardementen' of 'Area Bombing' op Duitsland uit te voeren. Het doel was niet langer om de industrie te treffen, maar om het moreel van de Duitse bevolking te breken door de vernietiging van de steden, de huizen van de Duitse arbeiders.
Harris nam het commando over 'Bomber Command over van Richard Peirse juist op het moment van die fundamentele verandering in strategie en voerde direct een aantal tactische wijzigingen door om van de nieuwe strategie een succes te maken. Harris geloofde in de 'bomber dream', de mogelijkheid dat bommenwerpers in staat waren de oorlog te beslissen.
Na de succesvolle campagne tegen industriesteden in de Ruhr en de vernietiging van Hamburg besloot hij van zijn operationele vrijheid gebruik te maken door in augustus 1943 een campagne tegen Berlijn te ondernemen. In november schreef hij daarover aan Churchill: "We kunnen Berlijn compleet te gronde richten als de luchtmacht van de VS meedoet. Het kost ons vier -tot vijfhonderd vliegtuigen. Het kost Duitsland de oorlog". Aan Portal, zijn bevelhebber schreef hij: "Met onze Lancasters alleen al, kunnen we een zodanige verwoesting aanrichten, dat er voor Duitsland tegen 1 april 1944 niets anders op zit dan te capituleren". Tussen 23 augustus 1943 en 25 maart 1944 werden er negentien zware aanvallen ondernomen op Berlijn met in totaal meer dan 10.000 vluchten waarbij 30.000 ton bommen gebruikt werd. Meer dan 10.000 burgers kwamen om maar het moreel brak niet. Tegen maart 1944 was de Duitse nachtjacht heel effectief geworden en dwong Harris zijn offensief af te breken en zich te concentreren op de voorbereidingen voor de invasie in Normandie.
De grootste strategische bombardementen op Duitsland waren:
- Bombardement op Keulen, 30 en 31 mei 1942 (Tausendbombernacht genoemd)
- Bombardement op Hamburg, 24 juli – 3 augustus 1943
- Bombardement op Dresden, 13 en 14 februari 1945

De bombardementen op Hamburg en Dresden leidden tot een vuurstorm, waarbij temperaturen van 800 °C werden bereikt en windsnelheden van 240 km/h. De vuurstorm van Dresden kostte in één nacht aan minstens 25.000 mensen het leven.
Harris was van mening dat Duitsland alleen met bombardementen op de knieën te krijgen was, wat uiteindelijk niet lukte. Binnen de geallieerde top en de Britse regering ontstond na de oorlog groot ongemak over de bombardementen op Duitsland en ontstond de vraag of de geallieerden een oorlogsmisdaad hadden gepleegd.
Harris ontving de Amerikaanse Army Distinguished Service Medal.

## Naoorlogse jaren
In de eerste naoorlogse Britse regering was er enige ongerustheid over het niveau van de vernietiging, dat was ontstaan tijdens de gerichte bombardementen op Duitse steden op het einde van de oorlog. Toch werd Harris in 1946 Marshal of the Royal Air Force (hoogste rang bij de RAF) en ook lid van The most Honourable Order of the Bath tot aan zijn pensioen op 15 september 1946. Hij schreef zijn verhaal over de prestaties rond de luchtaanvallen in het boek Bomber Offensive. In dit boek schreef hij, met betrekking tot Dresden, "Ik weet dat de vernietiging van zo’n grote en prachtige stad in dit late stadium van de oorlog als overbodig werd beschouwd, zelfs door een groot aantal mensen die toegaven dat eerdere aanslagen volledig gerechtvaardigd waren als elke andere handeling tijdens de oorlog. Hier zal ik alleen maar over zeggen dat de aanval op Dresden op dat moment beschouwd werd als een militaire noodzaak volgens veel belangrijkere mensen dan ik." De bemanningen van deze luchtaanvallen werden geweigerd voor een aparte medaille (ondanks het feit dat ze in aanmerking kwamen voor de Air Crew Europe Star en de France and Germany Star). Door deze belediging van zijn mannen, weigerde Harris in adelstand verheven te worden (de enige bevelhebber die niet verheven is in de adelstand in 1946). Teleurgesteld door de kritiek op zijn manier van werken, verhuisde Harris naar Zuid-Afrika in 1948 en werd daar manager van de South-African Marine Corporation (Safmarine) tot 1953.
In 1953, toen Churchill opnieuw premier werd, stond hij erop dat Harris een baronetschap aanvaardde, waarna hij Baronet werd. In datzelfde jaar keerde hij terug naar het Verenigd Koninkrijk en verbleef de rest van zijn leven in Goring-on-Thames, in The Ferry House.

## Militaire loopbaan
- Private: 20 oktober 1914[10]
- Second lieutenant: 6 november 1915[11]
- Flying officer: 29 januari 1916[12]
- Captain:
- Major: 1 januari 1918[13]
- Wing Commander: 1 juli 1927[14]
- Group Captain: 30 juni 1933[15]
- Air Commodore: 2 juli 1937[16]
- Air Vice Marshal: 1 juli 1939[17]
- Waarnemend Air Marshal: 1 juni 1941[18]
- Tijdelijk Air Chief Marshal: 1 december 1942[19]
- Waarnemend Air Chief Marshal: 18 maart 1943[20]
- Air Chief Marshal: 1 januari 1944[21]
- Marshal of the Royal Air Force: 1 januari 1946[22]

## Decoraties
- Baronet op 13 februari 1953
- Air Force Cross (Verenigd Koninkrijk) op 2 november 1918[23]
- Lid in de Orde van het Britse Rijk (MBE) op 3 juni 1927[24]
- Lid in de Orde van het Bad (CB) op 11 juli 1940[25]
- Orde van Soevorov, 1e klasse op 19 februari 1944[25][26]
- Commandeur in de Orde van het Bad (KCB/DCB) op 11 juni 1942[25][27]
- Chief Commander in het Legioen van Verdienste (Verenigde Staten) op 30 januari 1945[25][28]
- Officier in de Orde Polonia Restituta op 12 juni 1945[25][29]
- Grootkruis in de Orde van het Bad (GCB) op 14 juni 1945[25][30]
- Grootkruis in de Orde van het Zuiderkruis op 13 november 1945[25][31]
- Grootofficier in het Legioen van Eer in 1945[25]
- Croix de guerre (1939-1945) met Palm[25]
- Distinguished Service Medal (Verenigd Koninkrijk) op 14 juni 1946[25][32]
- 1939-1945 Ster[25]
- Frankrijk en Duitsland Ster[25]
- Defensiemedaille 1939-1945[25]
- War Medal 1939-1945[25]
- Hij werd tweemaal genoemd in de Dagorders. Dat gebeurde op:
  - 15 september 1939[25]
  - 1 januari 1941[25]